# Польверозо
Польверозо (фр. Polveroso, корс. U Pulverosu) — коммуна во Франции, находится в регионе Корсика. Департамент коммуны — Верхняя Корсика. Входит в состав кантона Казинка-Фумальто. Округ коммуны — Бастия.
Код INSEE коммуны — 2B243.

## Население
Население коммуны на 2008 год составляло 43 человека.
| 1962 | 1968 | 1975 | 1982 | 1990 | 1999 | 2008 |
| ---- | ---- | ---- | ---- | ---- | ---- | ---- |
| 52   | 61   | 38   | 35   | 21   | 22   | 43   |

## Экономика
В 2007 году среди 22 человек в трудоспособном возрасте (15—64 лет) 18 были экономически активными, 4 — неактивными (показатель активности — 81,8 %, в 1999 году было 63,6 %). Из 18 активных работали 16 человек (7 мужчин и 9 женщин), безработными были 2 женщины. 4 человека были пенсионерами.